# Krajiny Daurie
Krajiny Daurie (rusky Ландшафты Даурии, Landšafty Daurii) je název jedné z lokalit světového přírodního dědictví UNESCO, která sestává z několika chráněných území na území Ruska a Mongolska. Souhrnná plocha chráněna UNESCO je 9126 km², plus 3073 km² ochranné zóny. Celý ekoregion Daurské stepi se rozkládá na pomezí Ruska, Mongolska a Číny. Všechny státy spolupracují v rámci mezinárodní smlouvy „Dauria International Protected Area Agreement“ již od roku 1994. Část Daurské krajiny byla vyhlášeni i biosférickou rezervací a ramsarským mokřadem.
Největšími chráněnými územími jsou Daurská přírodní rezervace v Rusku (Zabajkalský kraj) a rezervace Mongol Daguur v Mongolsku (Východní ajmag). Různé typy zastoupených stepních ekosystémů, jako jsou louky a lesy, stejně jako jezera (Torejská jezera) a mokřady, slouží jako stanoviště pro vzácné druhy fauny, např. ptáci husa labutí, drop velký, racek reliktní, jeřáb bělošíjí a jeřáb kápový. Lokalita je významná i pro migrující ptactvo ve východoasijsko-australasijské trase.

## Galerie

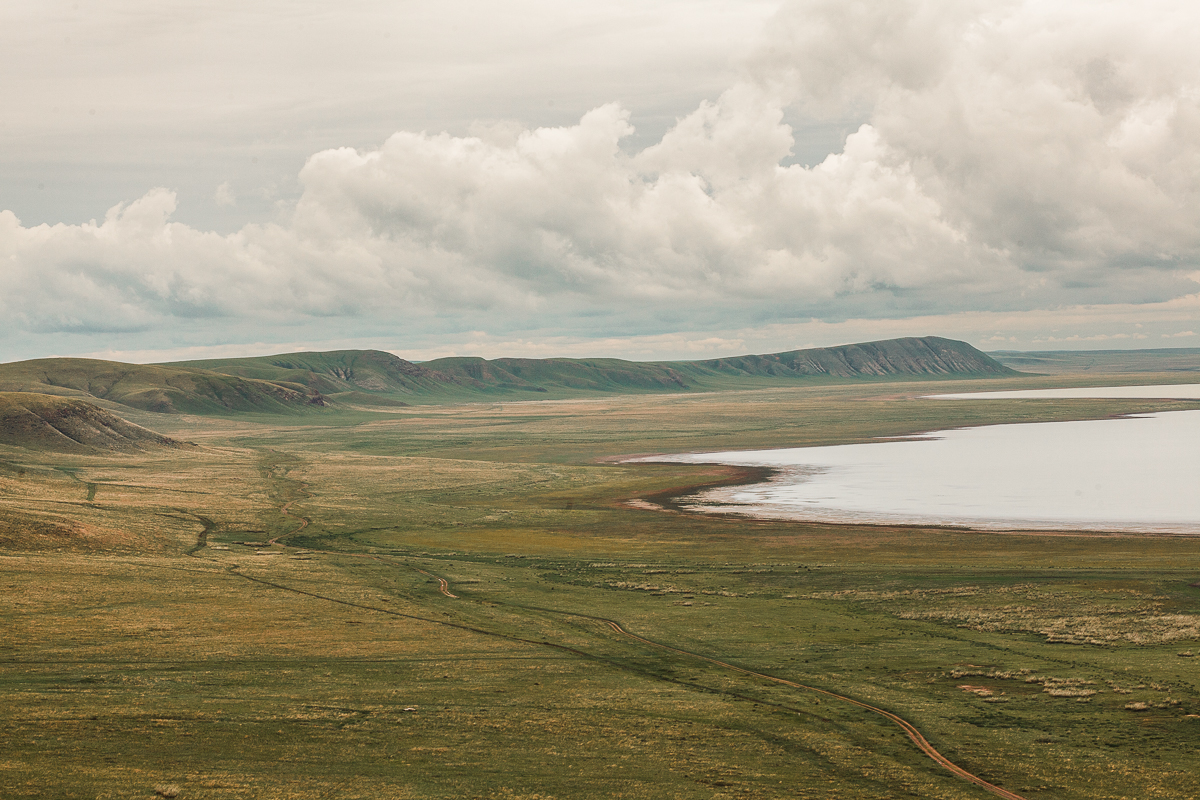
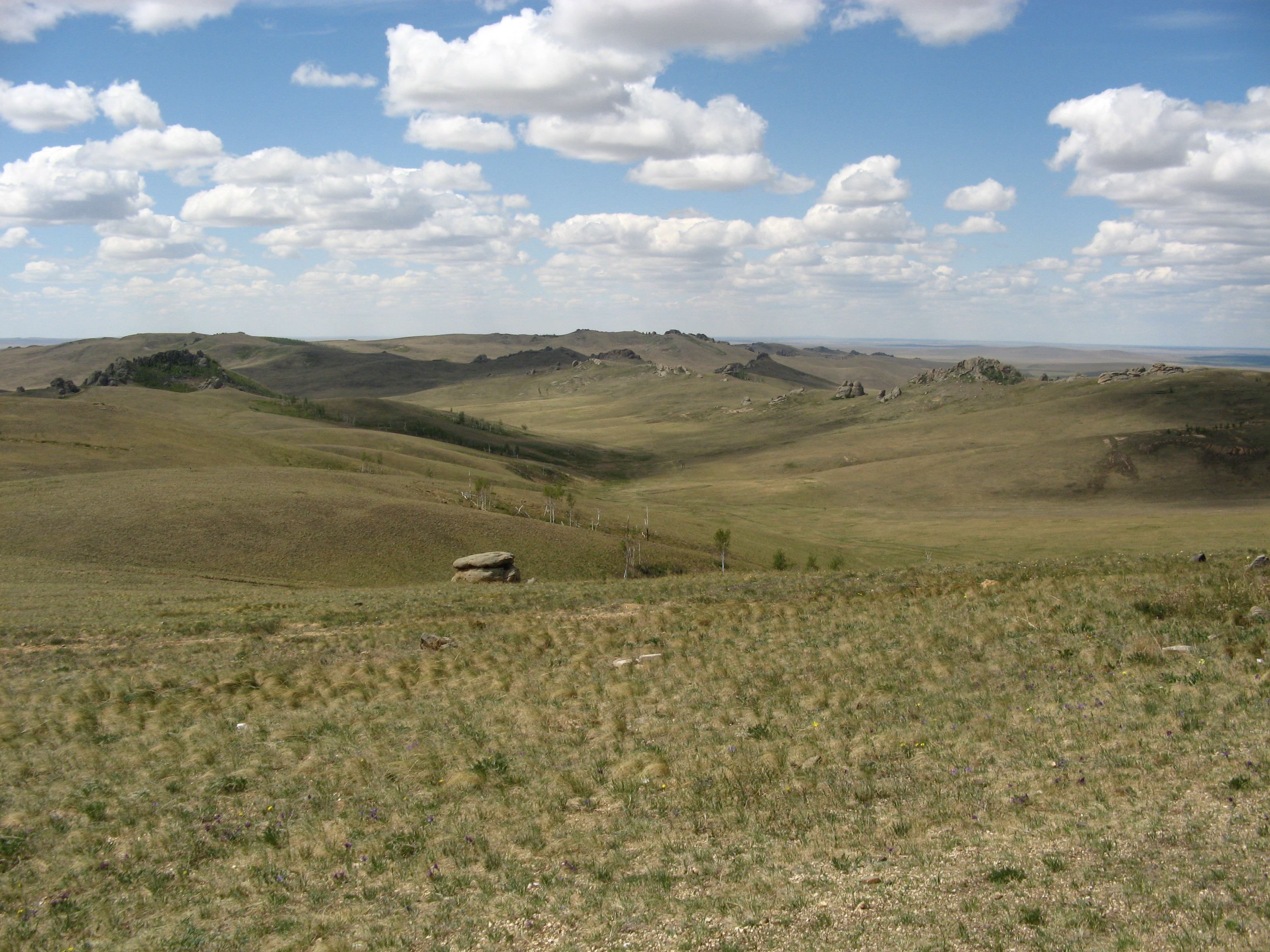
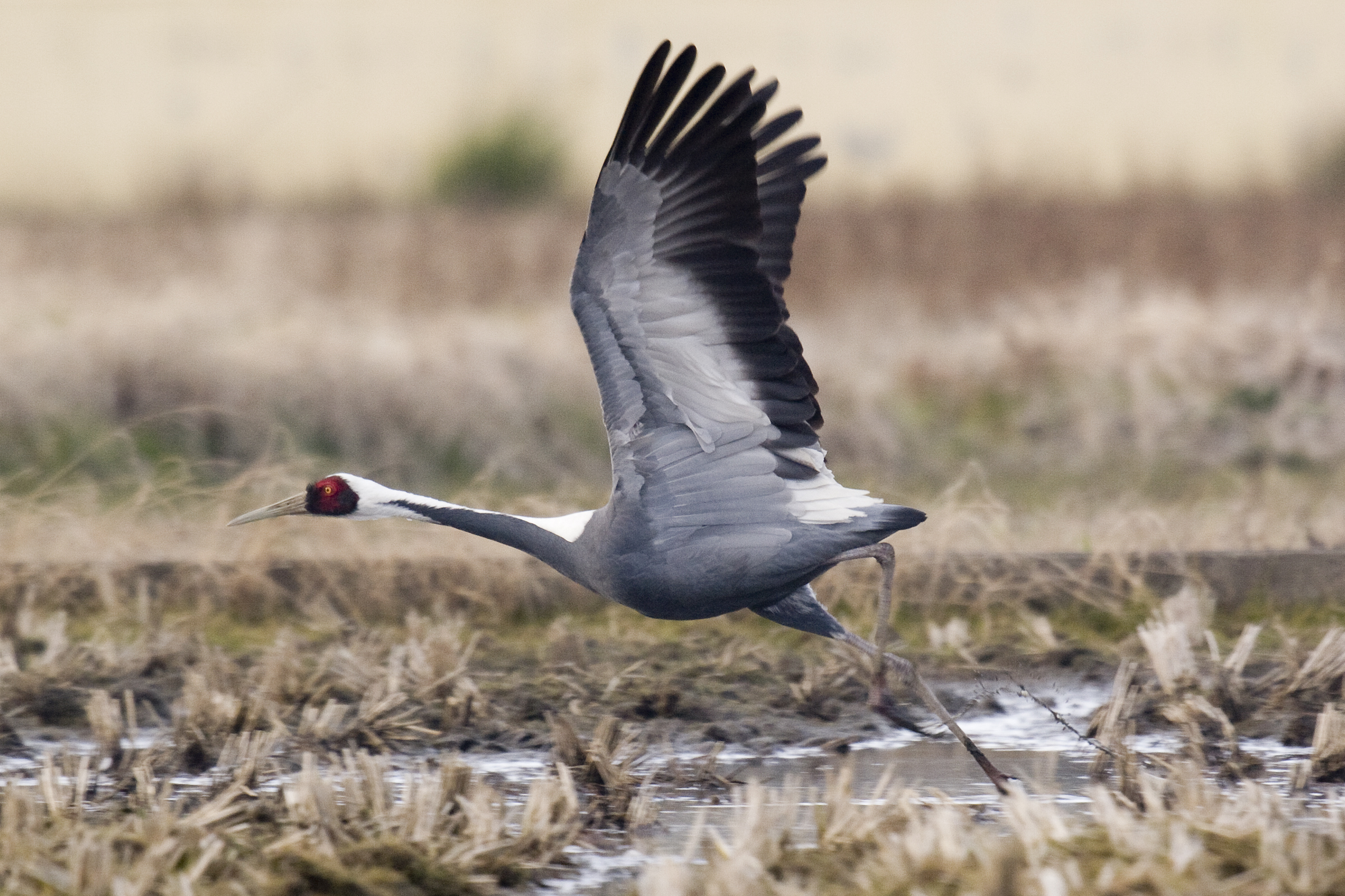